# Batanta
Batanta (in indonesiano: Pulau Batanta) è un'isola dell'Indonesia situata nell'Oceano Pacifico, facente parte dell'arcipelago Raja Ampat. Ha una superficie di 453 km² e la sua altitudine massima è di 1184 m (Gunung Batanta). Amministrativamente fa parte della provincia di Papua sud-occidentale.

## Fauna
Le seguenti specie di rettili, mammiferi e uccelli sono state rinvenute sull'isola: 
- Varanus macraei
- Varanus salvadorii
- Sus scrofa (introdotto nella preistoria)
- Rattus rattus (data incerta di introduzione)
- Cicinnurus respublica
- Myoictis wallacei (presenza incerta)
- Echymipera kalubu (presenza incerta)
- Phalanger orientalis
- Spilocuscus maculatus
- Paramelomys platyops
- Dobsonia beauforti
- Dobsonia magna
- Macroglossus minimus
- Nyctimene albiventer
- Pteropus conspicillatus
- Rousettus amplexicaudatus
- Syconycteris australis
- Emballonura nigrescens
- Hipposideros cervinus
- Hipposideros diadema
- Hipposideros maggietaylorae
- Rhinolophus euryotis
- Miniopterus australis
- Myotis adversus (presenza incerta)
- Pipistrellus papuanus